# 長野県道176号下原大屋停車場線
長野県道176号下原大屋停車場線（ながのけんどう176ごう しもはらおおやていしゃじょうせん）は長野県上田市としなの鉄道大屋駅を結ぶ一般県道。

## 概要

### 路線データ
- 起点：上田市真田町大字本原字下原（国道144号交点）
- 終点：しなの鉄道大屋駅

## 交差する道路
- 国道144号
- 長野県道175号矢沢真田線
- 浅間山麓広域農道（浅間サンライン）
- 長野県道79号小諸上田線
- 国道18号
- 国道152号
- 長野県道483号大屋停車場田沢線・国道152号（長野県道147号芦田大屋停車場線重複）